# Châtenois-les-Forges
Châtenois-les-Forges és un municipi francès del departament del Territori de Belfort i de la regió de Borgonya - Franc Comtat. L'any 2005 tenia 2728 habitants.

## Geografia
El municipi, que és capital del Cantó de Châtenois-les-Forges, se situa al sud-est del departement a mig-camí entre Belfort i Montbéliard.